# Kirstenmühle-Schanzenbachtal
Kirstenmühle-Schanzenbachtal ist ein Naturschutzgebiet (NSG) in den Landkreisen Mittelsachsen und Leipzig in Sachsen. Das 277 ha große Gebiet mit der NSG-Nr. C 93 liegt zwischen Leisnig und Podelwitz.
Das Naturschutzgebiet wurde durch Anordnung des Ministeriums für Landwirtschaft, Erfassung und Forstwirtschaft (MfLEF) vom 30. März 1961 (GBl.II DDR S. 166) und durch Beschluss (Nr. 68/VIII/84) des Bezirkstages Leipzig vom 20. September 1984 festgesetzt. Mit der Verordnung des Regierungspräsidiums Leipzig vom 19. Dezember 2000 wurde der Gebietsschutz in bundesdeutsches Recht überführt. Diese Verordnung wurde am 2. November 2001 und zuletzt am 11. April 2007 geändert.

## Beschreibung
Das Naturschutzgebiet umfasst die Talbereiche des Schanzenbaches und seiner Zuflüsse im Bereich südöstlich von Leisnig bis zur Mündung in die Freiberger Mulde. Die steilen Täler sind 30 bis 50 Meter stark in die Landschaft eingeschnitten und zum größten Teil bewaldet. Dabei handelt es sich um wertvolle Laubholzwälder, wie z. Bsp.: Schluchtwälder, Eichen-Hainbuchen-Hangwälder sowie Bachauentäler. Der Schanzenbach und seine Zuflüsse stellen sich als naturnahe Gewässer dar.